# Vágbalázsi
Vágbalázsi (1899-ig Oblazó szlovákul Oblazov) Kotessó illetve korábban Nemeskutas településrésze, azelőtt önálló falu Szlovákiában, a Zsolnai kerületben, a Nagybiccsei járásban.

## Fekvése
Nagybiccsétőltól 6 km-re északkeletre, a Vág jobb partján, Kotessó központjától 3 km-re keletre fekszik.

## Története
A 18. század végén Vályi András így ír róla: „OBLAZOV. Tót falu Trentsén Várm. földes Urai több Urak, fekszik Nemes Kótesóhoz közel, mellynek filiája.”
Fényes Elek 1851-ben kiadott geográfiai szótárában így ír a faluról: „Oblazó, tót falu, Trencsén vmegyében, a Vágh jobb partja mellett; 183 kath., 4 zsidó lak. F. u. többen. Ut. p. Zsolna.”
1911-ben csatolták Nemeskutashoz.

## Külső hivatkozások
- Vágbalázsi a térképen

## Lásd még
- Nemeskutas